# 浅尾美和
浅尾 美和（あさお みわ、1986年2月2日 - ）は、日本の元プロビーチバレー選手、タレント、スポーツキャスター。三重県鈴鹿市出身、岐阜県可児市在住。エスワン所属。

## 略歴

### 学生時代
バレーボールをしていた高身長の父の影響で、バレーボールを始める。三重県立津商業高校で1年時よりレフトアタッカーとしてレギュラーを獲得。「キラ」というコートネームは、キラキラ輝く選手になるようにという意味で先輩につけてもらった。在学中、2年連続春高バレー出場、インターハイ・国体には3年連続出場し、3年生時はキャプテンを務めた。

### ビーチバレー選手として
高校卒業後は、ビーチバレーに転向すると同時にケイブロスに所属。モデル業及びタレント活動を競技生活と並行して行う。このころより、西堀健実とペアを組む。
2006年より、MLM企業、ハーバライフのスポンサードを3年間受けた。 
2008年2月より、ペアを組んでいる西堀健実と共に所属クラブをエスワンへ移籍した。その後、新コーチに2002年釜山アジア大会金メダリストの渡辺聡を迎える。
2009年11月、翌年のロンドン五輪出場は難しいとして、長年ペアを組んでいた西堀健実とのペアを解消。12月、日体大出身の元ユニバーシアード日本代表草野歩（元湘南ベルマーレスポーツクラブ—現エスワン所属）と新ペアを組み、ロンドン五輪日本代表を目指す。愛称は浅尾の浅と草野の草を取り、浅草コンビとなづけられていた。
2010年11月、所属事務所ホームページを通じチームの解散を発表、「浅草コンビ」は1年間で解散することとなった。
2011年は松山紘子（チームサンドブロック）とコンビを組むが、1年で解散。2012年は浦田景子と、コンビを組む。

### 現役引退とその後
2012年12月10日、現役引退することを所属先の事務所を通じて発表。
2013年4月2日、一般男性と結婚し、岐阜県可児市へ引っ越して専業主婦になった。
2014年4月22日、元ビーチバレー五輪代表の朝日健太郎とともに「ビーチゲームズ招致推進プロジェクト」のナビゲーターに就任。
2014年12月16日、第1子となる長男を出産。
2016年11月27日、第2子次男を出産。

## 人物
- 取得資格は情報処理検定3級・簿記3級・ワープロ検定3級。
- 現役時代はその美貌からビーチの妖精とも呼ばれた。
- 2009年、中日スポーツのお正月企画にて、同姓である浅尾拓也と対談。これをきっかけに浅尾拓也が当時所属していた中日ドラゴンズのファンとなる。[12]また、近年ではプロ野球応援番組に、中日ファンとして出演する事も増えてきている。
- 好物はレンコンで、『PS三世』のロケでオリエンタルラジオの2人が愛西市にあるレンコン畑に行っていたことに対して激しく嫉妬していたほど。
- 結婚について、浅尾はのちにテレビ番組にゲスト出演した際、「高校時代まではバレーボール一筋で、ビーチバレーの現役時代は男性から人気があったが、所属事務所社長の川合俊一から恋愛を禁止されていたため、（27歳で）結婚するまで男性と交際したことが一度もなかった」と、話している。
- 2016年5月、日本マザーズ協会によるベストマザーズ賞を受賞した[13]。
- 故郷三重県から請われて『みえの国 観光大使』を務めている[14]。

## 戦歴

### インドア
中学校
- 2000年 - 第14回全国都道府県対抗 中学バレーボール大会 出場

高等学校
- 2001年 - 全国高校総体 ベスト16、国民体育大会出場
- 2002年 - 春の高校バレー全国大会、全国高校総体出場
- 2003年 - 春の高校バレー全国大会、国民体育大会出場。全国高校総体 ベスト16。

### ビーチバレー
2004年
- ビーチバレージャパンレディース2004 3位
- ワールドツアーイタリア大会、ブラジル大会 本選出場

2005年
- 6月 ビーチバレー宮古島大会 3位
- 7月 ワールドツアー 日本大会本戦・ポルトガル大会・フランスパリ大会に出場
- 8月 PHITEN JAPAN TOUR松山大会3位、福岡大会3位
- 10月 PHITEN JAPAN TOUR お台場大会 3位

2006年
- 5月 PHITEN JAPAN TOUR 第2戦東京大会 3位

2007年
- 4月-10月 PHITEN JAPAN TOUR 第1戦愛知・第2戦東京・第3戦宮崎・第4戦東京・第5戦福岡大会 3位
- 8月 ビーチバレージャパン&マーメイドカップ 3位

2008年
- 4月 PHITEN JAPAN TOUR 第1戦宮崎大会 2位、第2戦愛知大会 5位

2009年
- 8月 MasterCardビーチバレージャパン 1位

## ビーチバレー以外の活動

### 主な出演番組
- ジャンクSPORTS（フジテレビ、不定期出演）
- ひらめ筋GOLD（日本テレビ、番組終了）
- 北京オリンピック中継 アスリートゲスト（日本テレビ）
- みんなで応援バラエティ THEぼきんショー（2007年12月21日、テレビ東京）
- 〜感動と興奮をありがとう!2008年スポーツ総決算!!すぽると!感動大賞 SPORT AWARD 2008（2008年12月28日）
- “ビーチの妖精”浅尾・西堀が行く タイおすすめ ベスト10（2009年11月29日、テレビ東京）
- ジャンクCUP2010（2010年12月28日、フジテレビ）
- 2010年度メディアリテラシー特番『テレビ最大の謎“視聴者”を探る』(7) スポーツメディアが『伝えなかったもの』（2011年3月20日、テレビ東京）
- ボクらの選択（2011年7月17日、フジテレビ）
- 新春トップアスリート頂上決戦!“SHOW GUTS スポーツ”（2013年1月1日、テレビ東京）
- 第27回福岡国際クロスカントリー大会兼第40回世界クロスカントリー選手権大会日本代表選手選考会（2013年2月23日、RKB毎日放送、TBS系列）- ナビゲーター
- PS三世（2013年4月7日 - 2015年3月29日、中京テレビ） - MC（放映開始から2014年9月28日まで担当した）
- ドデスカ!（2011年3月28日 - 、メ〜テレ） - 木曜日→月曜日→金曜日（隔週）コメンテーター
- かながわ情熱アスリート（神奈川県内ケーブルテレビ協議会加盟各局） - ナビゲーター
- デルサタ（2016年4月9日 - 2021年3月27日、メ〜テレ）
- ドデスカ+ （2023年10月10日-、メ〜テレ）- 火曜（隔週）コメンテーター
- サンデーLIVE!!（2017年10月1日 - 2024年9月29日、テレビ朝日・朝日放送→朝日放送テレビ・メ〜テレ共同制作） - コメンテーター
- おはよう朝日です（2019年4月 - 、朝日放送テレビ） - 水曜コメンテーター[15]
- 中居正広のプロ野球魂（2020年 - 、不定期特番、テレビ朝日） - 中日ファン代表
- 有働タイムズ（2024年10月6日 - 、テレビ朝日） - スポーツキャスター[16]

### CM・広告
- サントリー 「ザ・プレミアム・モルツ」（2007年。矢沢永吉、武豊と共演）
- サンヨー食品
  - 「サッポロ一番 カップスター」（2007年。「復活新発売」篇）
  - 「サッポロ一番 艶うどん」（2008年1月 - ）
  - 「サッポロ一番 カップスター ビッグ しょうゆ」（2008年4月 - 、西堀健実と共演）
- 松下電器産業 「ジョーバ」（日本のおなか篇）（2007年。山本博 (アーチェリー選手)と共演）
- アサヒビール 「クリアアサヒ」（2008年の発売当初。浜田雅功と出演）
- 本田技研工業 「アースルーム・CIVIC HYBRID」（2008年4月 - ジェンソン・バトンと共演）
- H.I.S 「初夢フェア」（2008年12月 - ）
- 朝日新聞 広告特集・私の旅スタイル Vol.6「地元の素晴らしさをみんなに知ってもらいたい」（2012年1月22日）
- 花王 炭酸入浴剤「バブチーノ」（2013年10月 - ）
- TikTok Lite（2024年6月 - 、メ〜テレ）- 『ドデスカ!』の気象予報士である山田修作と出演。

### その他
- 「通販DJ」（フジテレビ） - EMS運動器シェイプビートを愛用している

## 出版物

### 写真集
- 浅尾美和ファーストフォトブック「asao miwa」（2007年1月25日、ポニーキャニオン、 撮影：浦川一憲）ISBN 4-594-05280-0

### DVD
- 浅尾美和ファーストDVD「asao miwa」ポニーキャニオン JANコード 4988013255548